# Jerzy Olczak
Jerzy Feliks Olczak (ur. 31 lipca 1929 w Bydgoszczy, zm. 11 maja 2007) – polski archeolog, badacz dziejów szkła i twórczości szklarskiej, specjalista w dziedzinie osadnictwa średniowiecznego.
W 1955 ukończył studia z historii kultury materialnej na Uniwersytecie im. Adama Mickiewicza w Poznaniu. Do 1979 roku był wykładowcą na tej uczelni. Od końca lat 70. aż do roku 2007 wykładał na Uniwersytecie Mikołaja Kopernika w Toruniu. W latach 1979–1981 dyrektor Instytutu Archeologii i Etnografii UMK.
Autor ponad 160 prac, w tym 12 książek. Redaktor naczelny czasopism: „Archeologia Historica Polona” oraz „Acta Universitatis Nicolai Copernici – seria archeologia”. Od 30 czerwca 1999 r. profesor zwyczajny.
Zapoczątkował w polskiej archeologii studia nad szkłem wykopaliskowym w oparciu o metody laboratoryjne, głównie fizyko-chemiczne i zainicjował prace badawcze nad średniowiecznym i nowożytnym hutnictwem szkła. Opracował metodę poszukiwań  hut szkła, za pomocą której przebadano jedną trzecią obszaru Polski i zinwentaryzowano kilkaset stanowisk hutniczych. Sformułował tezę, że szkło wytwarzano już w początkach epoki brązu. Współpracował z ośrodkami badawczymi w Czechosłowacji, Bułgarii, Rosji i Niemiec. Był członkiem Towarzystwa Naukowego w Toruniu, Poznańskiego Towarzystwa Przyjaciół Nauk, Komisji Archeologicznej Polskiej Akademii Nauk i Stowarzyszenia Naukowego Archeologów Polskich. Otrzymał wiele nagród i odznaczeń, m.in. Krzyż Kawalerski Orderu Odrodzenia Polski, Złoty Krzyż Zasługi, Złota Odznakę Związku Nauczycielstwa Polskiego.

## Wybrane publikacje
- Principes de description des verres anciens depuis les temps les plus reculés jusqu'au XIIIe siècle de n.è.: réd. par Maria Dekówna et Jerzy Olczak. Warszawa: Wydawnictwo DiG, 2002.
- Średniowieczne szkła witrażowe z klasztoru benedyktyńskiego w Lubiniu (woj. Leszno). Poznań: Wydawnictwo Poznańskiego Towarzystwa Przyjaciół Nauk, 1998.
- Produkcja szkła w rzymskim i wczesnobizantyjskim Novae w świetle źródeł archeologicznych. Toruń: Wydawnictwo UMK, 1998.
- Wyroby ze szkła w nowożytnych warstwach kulturowych. Toruń: Wydawnictwo Uniwersytetu Mikołaja Kopernika, 1997.
- Krąg kamienny z okresu rzymskiego (?) w Janiewicach, województwo słupskie. Szczecin: Muzeum Narodowe, 1995.
- Źródła archeologiczne do studiów nad zasiedleniem Pomorza Środkowego w późnym średniowieczu (od około połowy XIII-XV wieku). Toruń: Wydawnictwo UMK, 1994.
- Formy osadnictwa na Pojezierzu Zachodniopomorskim we wczesnym średniowieczu. Toruń: Wydawnictwo UMK, 1991.
- Grodzisko kultury łużyckiej w Gałęzinowie, województwo słupskie. Koszalin: Muzeum Okręgowe, 1984. Piec szklarski. Poznań: Wydawnictwo Naukowe UAM, 1978.
- Lampy szklane - Poznań: Wydawnictwo Naukowe UAM, 1978
- Niektóre aspekty badań grodzisk stożkowatych na Pomorzu Środkowym. Koszalin: Muzeum Okręgowe, 1974.
- Niektóre zagadnienia dotyczące wczesnośredniowiecznego szklarstwa wrocławskiego. Wrocław: Zakład Narodowy im. Ossolińskich, 1973.
- Bemerkungen zur Technologie der Glasproduktion in Polen im frühen Mittelater. Potsdam 1971.
- Zagadnienie pochodzenia wytwórczości szklarskiej na ziemiach polskich we wczesnym średniowieczu. Wrocław: Zakład Narodowy im. Ossolińskich, 1970.
- Wytwórczość szklarska na terenie Polski we wczesnym średniowieczu. Wrocław: Zakład Narodowy im. Ossolińskich - Wydawnictwo PAN, 1968.
- Źródła archeologiczne do studiów nad wczesnośredniowiecznym osadnictwem grodowym na terenie województwa koszalińskiego. 4 tomy. Poznań 1966-1971.
- Wyniki analiz spektograficznych niektórych wczesnośredniowiecznych zabytków szklanych z terenów Pomorza Zachodniego. Szczecin: Muzeum Pomorza Zachodniego, 1959.